# Nicolau I de Rússia
Nicolau I de Rússia (Николай I Павлович, Nikolai I Pàvlovitx) (Gàtxina, Sant Petersburg, 6 de juliol [en l'antic calendari julià, 25 de juny] 1796 - St. Petersburg, 2 de març [antic calendari, 18 de febrer] 1855) fou tsar de l'Imperi Rus i, per la seva condició, Rei de Polònia i Gran Duc de Finlàndia. És més conegut per ser un monarca conservador, el regnat del qual es caracteritza per l'estancament econòmic, el creixement territorial, la repressió del dissidents (els desembristes, per exemple), una burocràcia corrupta i guerres freqüents que culminen amb el desastre de la Guerra de Crimea del 1853-1856.

## Infància i ascens al poder
Fill del tsar Pau I de Rússia i de la princesa Sofia de Württemberg, era net per línia paterna de la tsarina Caterina II de Rússia i oficialment del seu marit el tsar Pere III de Rússia tot i que la rumorologia afirma que el seu avi era l'amant de la tsarina, Serguei Saltikov. Per línia materna, era net del duc sobirà Frederic II de Württemberg i de la princesa Frederica Dorotea de Brandenburg-Schwedt.
Nicolau no va ser educat per ser Emperador en tant que tenia dos germans més grans que ells, Alexandre I, Tsar entre 1801 i 1825, i el Gran Duc Constantí Pàvlovitx de Rússia. Quan Alexandre I mor sobtadament de tifus l'1 de desembre del 1825, es produeix un petit problema successori en tant que Alexandre no havia designat oficialment un successor al tron i els desembristes esperaven que el nou monarca fou Constantí Pàvlovitx aleshores Governador General de Polònia, tot i que rebutjà l'oferta proclamant-se súbdit del seu germà Nicolau. Confiant en què la successió recauria en Constantí els desembristes se sublevaren el 26 de desembre (el 14 d'acord amb l'antic calendari) en el que es coneix com a Revolta decabrista que va ser esclafada fàcilment, cosa que va fer que Nicolau es desviés de les reformes liberals i defensés la doctrina reaccionària de la teoria de la nacionalitat oficial.

## Política interior
Nicolau no tenia la capacitat intel·lectual dels seus germans i a més concebia la seva funció com un simple monarca autòcrata i paternalista. Arran de la Revolta decabrista de finals del 1825, Nicolau I opta per governar el vast Imperi Rus de manera repressora i autoritària. Governarà l'Imperi a través de comitès especials, una forta censura educativa restringint la traducció d'obres estrangeres, una policia secreta acollida la Tercera Secció de la Cancelleria Privada de l'Emperador i un tipus d'educació basada en els principis de "Ortodòxia, Autocràcia i Nacionalisme" (proclamats pel seu Ministrre d'Educació Serguei Uvarov el 1833). D'acord amb aquesta política educativa, la població havia de demostrar fidelitat a l'autoritat il·limitada del Tsar, les tradicions de l'Església Ortodoxa Russa i a la nació russa.
Econòmicament inicià tímidament la industrialització de Rússia creant el primer ferrocarril i diverses iniciatives empresarials. També intentà millorar la situació de la servitud a Rússia. Dos fets que l'allunyen i desmitifiquen la imatge de revolucionari extrem que se'n té.

## Política exterior
En política exterior, Nicolau I va actuar com un ferm defensor del legitimisme reial i com a vigilant contra la revolució i el liberalisme seguint d'aquesta manera els principis contrarevolucionaris del Congrés de Viena del 1815. Aquesta actitud li valgué rebre el sobrenom de "el gendarme d'Europa". En succeir a Alexandre I de Rússia el desembre de 1825, Canning va decidir actuar immediatament enviant el duc de Wellington a Rússia, i el resultat va ser el Protocol de Sant Petersburg del 4 d'abril de 1826 pel qual les dues potències van acordar mediar entre otomans i grecs sobre la base de l'autonomia completa de Grècia sota sobirania turca. El protocol va ser menystingut per Metternich i Frederic Guillem III de Prússia.
Reforça els principis autocràtics del règim tsarista arran de la sufocació de la revolta decabrista de desembre del 1825. Va limitar les llibertats vigents que estaven protegides per la monarquia constitucional de la Polònia del Congrés o Tsarat de Polònia, la qual cosa va provocar la revolta polonesa del 1830 començada el novembre d'aquell any. Durant la sublevació polonesa fins i tot el Parlament polonès deposà Nicolau com a Rei del país. En tot cas, el Tsar rus reaccionà enviant l'exèrcit encapçalat per Ivan Paskevich i reprimí ferotgement la revolta acabant finalment el 1831 a la que li seguí una forta repressió: es derogava la Constitució polonesa, es perseguia el catòlics i Polònia es convertí en una província més de l'Imperi Rus amb el nom de Terra del Vístula, en rus Privislinsky krai (Привислинский край).

### Revolució de 1848
Durant l'onada revolucionària del 1848, Nicolau I va estar a la avantguarda de la reacció per tal de defensar els valors i règims imperants de l'Absolutisme. Així va socórrer militarment l'Emperador Francesc Josep I d'Àustria a reprimir la Revolució hongaresa de 1848. També pressionà per tal que Prússia no adoptés una Constitució liberal oferint fins i tot la seva ajuda.
Després d'aconseguir reunir un cert grau de simpatia dels líders polítics otomans, la Revolució valaca de 1848 va ser finalment aïllada per la intervenció dels diplomàtics russos, i finalment reprimida per una intervenció comuna dels exèrcits otomans i russos, sense cap forma significativa de resistència armada i el Principat de Moldàvia i el Principat de Valàquia quedaren sota control rus després de l'intent revolucionari. Durant la dècada següent, la consecució dels seus objectius va ser possible gràcies al context internacional, i els antics revolucionaris es van convertir en la classe política original de la Romania unida i el Tractat de Balta Liman va comportar el nomenament de Barbu Dimitrie Știrbei com hospodar (príncep) de Valaquia i de Grigore Alexandru Ghica, hospodar de Moldàvia.
Havent ajudat els monarques absolutistes europeus a reprimir les revolucions del 1848, Nicolau I no deixava de dominar Europa gràcies a la seva influència política. Durant les revolucions de 1848, el Principat de Moldàvia i el Principat de Valàquia quedaren sota control rus després de l'intent revolucionari.

### La Qüestió d'Orient
La política exterior del Tsar no només es limitava a defensar els principis absolutistes de l'Antic Règim sinó que també es dirigí a expansionar territorialment l'Imperi Rus principalment cap als imperis del sud,en aquest cas l'Imperi Otomà i Pèrsia. Nicolau I va continuar la tradicional política russa d'intervenir en l'anomenada Qüestió d'Orient buscant la partició de l'Imperi Otomà i l'establiment d'un protectorat sobre la població de religió ortodoxa dels Balcans, en aquell moment tots ells sota el domini turc. Aquesta política va comportar que Rússia entrés en una sèrie de guerres que, a la llarga, li foren del tot contraproduents.
Arran de la invasió persa dels territoris del Caucas Nicolau I declara la guerra a l'Imperi Persa donant lloc a la guerra russo-persa del 1826 al 1828. El conflicte acabà amb el Tractat de Turkmantxai pel qual Pèrsia cedia els seus territoris al sud del Caucas, que en l'actualitat incorpora els estats d'Armènia, l'Azerbaidjan, Geòrgia i l'actual província turca de Tsolakert.
Només la intervenció de l'Imperi Rus, el Regne Unit i França arran de la guerra d'Independència de Grècia, que en 1827 van signar el tractat de Londres i van destruir la flota otomana a la batalla de Navarino va poder impedir l'aplanament total dels rebels. Les tropes egípcies foren evacuades el 1828 i poc després es produeix la guerra russo-turca del 1828-1829. La guerra va acabar amb el Tractat d'Adrianòpolis el que va comportar una important victòria política russa i un pas més en la llarga decadència de l'Imperi Otomà. Rússia obtingué la major part de la costa oriental de la mar Negra i la desembocadura del Danubi. Turquia a més reconeixia la sobirania russa al sud del Caucas, les actuals Geòrgia i part d'Armènia. A més, Rússia podia ocupar els principats de Moldàvia i Valàquia fins que Turquia pagués una forta indemnització. Pocs anys després, el 1833, Rússia negocià amb l'Imperi Otomà el Tractat d'Unkiar Skelessi. Tanmateix, les potències europees, principalment la Gran Bretanya i França cregueren erròniament que en el Tractat figurava un article secret que permetia a Rússia tancar els estrets del Bòsfor i dels Dardanels amb l'enviament d'una flota de guerra. El 1841, la Convenció dels Estrets de Londres convení que es refermava el control otomà sobre els estrets i es prohibia a qualsevol potència estrangera, inclosa Rússia, l'enviament de vaixells de guerra.

### Guerra de Crimea
D'acord amb tractats negociats durant el segle xviii, França era la guardiana dels catòlics de ritu romà dins l'Imperi Otomà, mentre que Rússia era la protectora dels fidels de ritus ortodox. Durant molt de temps monjos catòlics i ortodoxes es disputaren la possessió de la Basílica de la Nativitat de Betlem i l'Església del Sant Sepulcre, aquesta situada a la Jerusalem, en aquell moment ambdues ciutats sota el domini turc. El 1852, el govern rus, considerant que el clergat ortodox està injustament tractat pels otomans, decideix intercedir diplomàticament el que dona lloc a un ball de negociacions en els quals intervenen a més de diplomàtics russos, els ambaixadors de França i de la Gran Bretanya. Arran del fracàs diplomàtic rus, aleshores el Tsar Nicolau animat per les seves victòries durant les revolucions del 1848 i calculant malament la reacció britànica, el juliol del 1853 decideix ocupar militarment els principats de Moldàvia i Valàquia amb l'excusa de protegir els cristians ortodoxes. Pocs mesos després, l'octubre del mateix any, el Soldà turc Abdülmecit I declarava la guerra a Rússia. Després d'un cert temps de negociacions diplomàtiques a totes bandes, França i la Gran Bretanya, temorosos del desequilibri que es produiria al continent europeu si Rússia s'expansionava pels Balcans i l'Imperi Otomà entrés en un procés de descomposició, decideixen el 1854 intervenir en la guerra a favor de l'Imperi Otomà. Una guerra que havia començat essent un conflicte local entre dues potències es convertia ara en un conflicte que enfrontava Rússia amb gairebé la meitat d'Europa. Només Àustria i Prússia, entre les altres potències europees de l'època, romangueren neutrals. La guerra acabaria finalment amb la caiguda de Sebastòpol el 28 d'agost en el calendari julià (9 de setembre en el gregorià) en favor dels franco-britànics després d'onze mesos de setge. Mesos abans, el març del 1855, Nicolau moria sobtadament. Serà el seu successor, Alexandre II qui haurà d'acceptar el Tractat de París del 1856 que posava fi oficialment a la guerra perdent part de la seva influència als Balcans, va perdre el delta del Danubi i va haver de jurar respectar el territori turc.

## Matrimoni i descendència
Es casà amb la princesa Carlota de Prússia, nascuda l'any 1798 a Berlín i morta l'any 1860 a Tsàrskoie Seló. Era filla del rei Frederic Guillem III de Prússia i de la mítica princesa Lluïsa de Mecklenburg-Strelitz. Essent neta del rei Frederic Guillem II de Prússia i de Frederica Lluïsa de Hessen-Darmstadt per part de pare, mentre per part de mare ho era del príncep Carles II de Mecklenburg-Strelitz i de la princesa Frederica de Hessen-Darmstadt. La parella que s'instal·là a Rússia tingué set fills:
- SM el tsar Alexandre II de Rússia nat a Moscou l'any 1818 i mort a Sant Petersburg el 1881. Es casà amb la princesa Maria de Hessen-Darmstadt. I en segones núpcies amb la princesa Caterina Dolgoruki.
- SAI la gran duquessa Maria de Rússia nascuda el 1819 a Pavlovsk i morta el 1876 a Sant Petersburg. Es casà amb el duc Maximilià de Beauharnais.
- SAI la gran duquessa Olga de Rússia nascuda el 1822 a Sant Petersburg i morta el 1892 a Friederichshafen. Es casà amb el rei Carles I de Württemberg.
- SAI la gran duquessa Alexandra de Rússia nascuda el 1825 a Sant Petersburg i morta el 1844 a Tsàrskoie Seló.
- SAI el gran duc Constantí de Rússia nascut el 1827 a Sant Petersburg i mort a Pavlovsk el 1892. Es casà amb la princesa Alexandra de Saxònia-Altenburg.
- SAI el gran duc Nicolau de Rússia nascut el 1831 a Tsàrskoie Seló i mort el 1891 a Crimea. Es casà amb la princesa Alexandra d'Oldenburg.
- SAI el gran duc Miquel de Rússia nascut el 1832 a Sant Petersburg i mort el 1909 a Canes. Es casà amb la princesa Cecília de Baden.